# Rio Gusec
O Rio Gusec é um rio da Romênia, afluente do Rio Poneasca, localizado no distrito de Caraş-Severin.